# إبراهيم بن غملاس
إبراهيم بن غِملاس بن حجي بن عقبة بن راجح بن عساكر بن بسام بن عقبة بن ريس بن زاخر بن محمد بن علوي بن وهيب الزبيري النجدي (ت. 1293 هـ)، فقيه حنبلي ومؤرخ مِن أهل مدينة الزبير العراقية.

## سيرته
قال المغيري المتوفى سنة 1944 في كتابه (المنتخب في ذكر نسب قبائل العرب) "وآل غملاس بن حجي بن عقبة المعروفون في الزبير"، وقال علي البصري الناشر لكتاب (ولاة البصرة لابن الغملاس) "يظهر من بعض الملاحظات أن المؤلف من بعض رجالات أسرة الغملاس المعروفة بالزبير بضربها في آفاق العلم والتأليف"، ولد إبراهيم في بلدة الزبير من أعمال العراق، نشأ بها. وأخذ مبادئ القراءة والكتابة، ثم شرع في القراءة علىٰ علمائها، وأشهر مشايخه أحمد بن عثمان بن جامع (ت. 1285هـ)، وعبد الله بن جميعان (ت. 1285هـ)، وعبد الجبار بن علي البصري (ت. 1285هـ)، وغيرهم.
اجتهد في طلب العلم وحصل لا سيما في الفقه الذي قد حقق فيه ودقق.
تعين إماماً وخطيباً في أحد جوامع الزبير، ثم قاضياً فيها، ومدرساً في مدرسة دويحس، كما درس في المساجد التي تولى إمامتها. توفي في الزبير.

## مؤلفاته
- ولاة البصرة (تاريخ ابن غملاس).